# Cessnock Castle

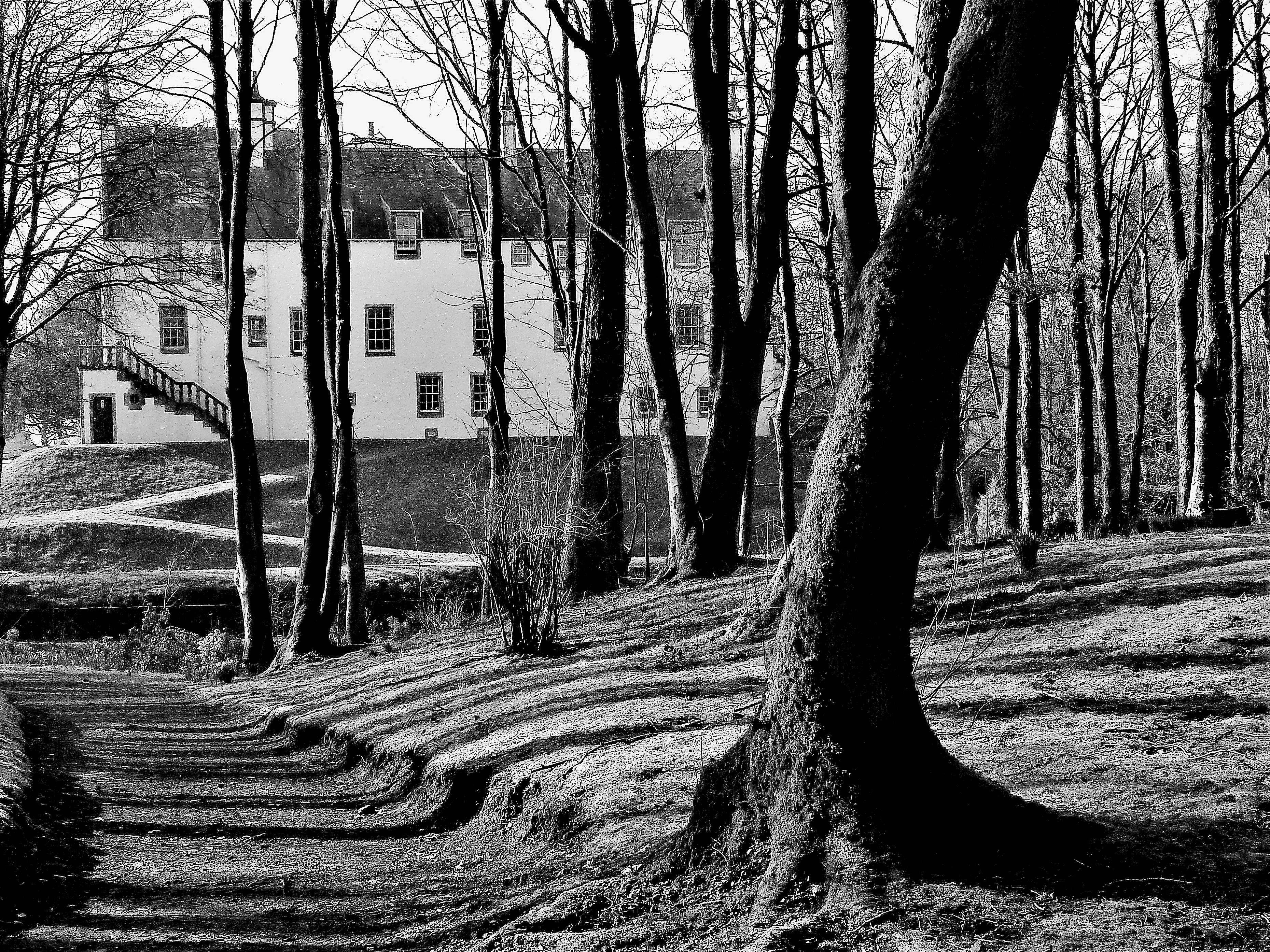
Cessnock Castle

Cessnock Castle ist ein Herrenhaus nahe der schottischen Stadt Galston in der Council Area East Ayrshire. 1971 wurde das Bauwerk in die schottischen Denkmallisten in der höchsten Denkmalkategorie A aufgenommen.

## Geschichte
Der älteste Beleg für ein Gebäude an diesem Standort stammt aus dem Jahre 1296. Den Ursprung des heutigen Cessnock Castle bildet wahrscheinlich ein quadratischer Wehrturm namens „Towre of Galstoune“, der möglicherweise aus dem 15. Jahrhundert stammt, jedoch auch noch älteren Datums sein könnte. Die Mächtigkeit des Fundaments könnte darauf hindeuten, dass dort Fragmente des Vorgängerbaus aus dem 13. Jahrhundert wiederverwendet worden sein. Im Laufe des 16. und 17. Jahrhunderts wurde das Bauwerk zu einem Herrenhaus im Renaissance-Stil ausgebaut. In den 1720er Jahren erfolgte eine umfassende Restaurierung und Modernisierung des Innenraums. Im Jahre 1890 erwarb der Duke of Portland das Anwesen. Er ließ das Anwesen umfassend restaurieren und modernisieren. Heute lebt dort der Baron Robert de Fresne.

## Beschreibung
Das Gebäude liegt isoliert auf einem weitläufigen Grundstück rund einen Kilometer südöstlich von Galston. Es nimmt drei Seiten eines Innenhofes ein, wobei der Wehrturm den südwestlichen Abschluss bildet. Auffällig ist hier das mächtige Mauerwerk des Kellergewölbes. Der älteste Anbau geht von der Nordwestseite des Turms ab. Im rechten Winkel dazu wurde Mitte des 17. Jahrhunderts der nach Nordwesten abgehende Hauptflügel hinzugefügt. Der Nordwestflügel stammt ebenso wie der halboktogonale Treppenturm, in welchem sich der Eingangsbereich befindet, aus der zweiten Hälfte des 17. Jahrhunderts.